# تنعة (السوم)

تعديل مصدري - تعديل

تنعة هي إحدى قرى عزلة السوم بمديرية السوم التابعة لمحافظة حضرموت، بلغ تعداد سكانها 142 نسمة حسب تعداد اليمن لعام 2004.